# Saint-Jean-de-Maurienne (quận)
Quận Saint-Jean-de-Maurienne là một quận của Pháp, nằm ở tỉnh Savoie, vùng Rhône-Alpes. Quận này có 6 tổng và 62 xã. 

## Phân cấp hành chính

### Tổng
Các tổng của quận Saint-Jean-de-Maurienne là: 
1. Aiguebelle
2. La Chambre
3. Lanslebourg-Mont-Cenis
4. Modane
5. Saint-Jean-de-Maurienne
6. Saint-Michel-de-Maurienne

### Xã
Các xã của quận Saint-Jean-de-Maurienne, và mã INSEE  là: 
| 1. Aiguebelle (73002)                  | 2. Aiton (73007)                        | 3. Albiez-Montrond (73013)              |
| 4. Albiez-le-Jeune (73012)             | 5. Argentine (73019)                    | 6. Aussois (73023)                      |
| 7. Avrieux (73026)                     | 8. Bessans (73040)                      | 9. Bonneval-sur-Arc (73047)             |
| 10. Bonvillaret (73049)                | 11. Bramans (73056)                     | 12. Fontcouverte-la Toussuire (73116)   |
| 13. Fourneaux (73117)                  | 14. Freney (73119)                      | 15. Hermillon (73135)                   |
| 16. Jarrier (73138)                    | 17. La Chambre (73067)                  | 18. La Chapelle (73074)                 |
| 19. Lanslebourg-Mont-Cenis (73143)     | 20. Lanslevillard (73144)               | 21. Le Châtel (73080)                   |
| 22. Les Chavannes-en-Maurienne (73083) | 23. Modane (73157)                      | 24. Montaimont (73163)                  |
| 25. Montgellafrey (73167)              | 26. Montgilbert (73168)                 | 27. Montricher-Albanne (73173)          |
| 28. Montsapey (73175)                  | 29. Montvernier (73177)                 | 30. Notre-Dame-du-Cruet (73189)         |
| 31. Orelle (73194)                     | 32. Pontamafrey-Montpascal (73203)      | 33. Randens (73212)                     |
| 34. Saint-Alban-des-Hurtières (73220)  | 35. Saint-Alban-des-Villards (73221)    | 36. Saint-André (73223)                 |
| 37. Saint-Avre (73224)                 | 38. Saint-Colomban-des-Villards (73230) | 39. Saint-Etienne-de-Cuines (73231)     |
| 40. Saint-François-Longchamp (73235)   | 41. Saint-Georges-des-Hurtières (73237) | 42. Saint-Jean-d'Arves (73242)          |
| 43. Saint-Jean-de-Maurienne (73248)    | 44. Saint-Julien-Mont-Denis (73250)     | 45. Saint-Léger (73252)                 |
| 46. Saint-Martin-d'Arc (73256)         | 47. Saint-Martin-de-la-Porte (73258)    | 48. Saint-Martin-sur-la-Chambre (73259) |
| 49. Saint-Michel-de-Maurienne (73261)  | 50. Saint-Pancrace (73267)              | 51. Saint-Pierre-de-Belleville (73272)  |
| 52. Saint-Rémy-de-Maurienne (73278)    | 53. Saint-Sorlin-d'Arves (73280)        | 54. Sainte-Marie-de-Cuines (73255)      |
| 55. Sollières-Sardières (73287)        | 56. Termignon (73290)                   | 57. Valloire (73306)                    |
| 58. Valmeinier (73307)                 | 59. Villarembert (73318)                | 60. Villargondran (73320)               |
| 61. Villarodin-Bourget (73322)         | 62. Épierre (73109)                     |                                         |